# كأس لوكسمبورغ 2013–14
كأس لوكسمبورغ 2013–14 هو الموسم 92 من كأس لوكسمبورغ. أقيم خلال الفترة 1 سبتمبر 2013 وحتى 24 مايو 2014، وأشرف على تنظيمه اتحاد لوكسمبورغ لكرة القدم، وكان عدد الأندية المشاركة فيه 105، وفاز فيه نادي ديفردانج 03.